# Birgit Brenner
Birgit Brenner (* 1964 in Ulm) ist eine deutsche bildende Künstlerin.

## Leben
Brenner studierte von 1985 bis 1990 Kommunikationsdesign an der Hochschule Darmstadt und von 1990 bis 1995 an der Universität der Künste Berlin und war 1996 Meisterschülerin von Rebecca Horn. Brenner schafft Installationen, Videos, Zeichnungen und Skulpturen und setzt sich mit ihren Arbeiten mit zwischenmenschlichen Beziehungen und den Problemen zwischen Mann und Frau auseinander. Diese treibt sie in ihren Arbeiten auf die Spitze. So feierte sie 2004 ihren Geburtstag in einer Berliner Tabledance-Bar und konfrontierte ihre weiblichen und männlichen Geburtstagsgäste mit ihrer eigenen Peinlichkeit, indem sie sie Geldscheine in die Unterwäsche der Frauen stecken ließ. In einem Projekt arbeitete sie auch schon mit der Porzellanmanufaktur Meißener Porzellan zusammen.
Brenners Arbeiten sind in zahlreichen Sammlungen vertreten, so in der Bundessammlung zeitgenössischer Kunst in Bonn, der Sammlung Falckenberg in Hamburg und der Sammlung Goetz in München, Museum Junge Kunst in Frankfurt (Oder), Sammlung im Willy-Brandt-Haus in Berlin, die About Change, Collection, die Arario Collection, The Zabludowicz Collection und die Sammlung Südhausbau.
Seit 2007 ist sie Professorin an der Staatlichen Akademie der Bildenden Künste Stuttgart für Installation in der Fachgruppe Kunst. 2012 wurde sie als Mentorin der Initiative Alles für die Kunst von ARTE Creative berufen. Für 2019/2020 wurde ihr ein Stipendium in der Villa Massimo in Rom zuerkannt. 2020 erhielt Birgit Brenner den von der Städtischen Galerie Wolfsburg vergebenen und mit 10.000 Euro dotierten Kunstpreis der Stadt Wolfsburg. Brenner wird von der Galerie Eigen + Art vertreten.
Birgit Brenner hat einen Sohn und lebt in Berlin.